# それ行け!カッチン
『それ行け!カッチン』（それいけカッチン）は、国際放映製作のドラマでTBS系で1975年11月24日から1976年5月31日まで『ブラザー劇場』枠で放映された。全28話。

## ストーリー
高木和子、通称「カッチン」は、船乗りの娘。船乗りのお父さんが長い航海に出るため、親戚の谷川家に預けられた。谷川家の悪ガキ兄弟の良太、正太とあるときは対立し、あるときは結託し騒動を起こす彼女を、谷川家の向かいに住む担任の英子先生は、時に見守り、時に叱咤している。そして、カッチンの知らない秘密、それは彼女の宝物で英子先生に預けられたアラビアの壷には小人の妖精ボビンが住んでいて、魔法で英子先生を助けているのである。

## ボビンの魔法
カッチンがお父さんからもらったアラビアの壷には、背丈10数センチの妖精ボビンが住んでいて、花を挿すと花の色の服（赤い花なら服も赤、黄色い花なら服も黄色など）を着たボビンを召喚出来(
たいてい「ハイハ～イ」と現れる）、花を抜くまでは外の世界に居られるのである。
「三つの願い」主にボビンが使う魔法、胸のボタン三個を一個ずつちぎると使える（「ボビン、チョ」と言ってボタンを息で吹く）が、比較的多いのがカッチンたちの意思が具現化したような（27話では｢キヨシ君の嘘の世界｣と具体的に言っている）異世界へ送還されること、他には縮小されて玩具の気球に乗ったり、金魚の体内に行ったりと、童話のような冒険の中でカッチンたちが力を合わせる状況が多く、最後のひとつの魔法はカッチンたちが元に戻る際に使用される。
- オープニングも三つの願いでカッチンが夢のような冒険をする様子を描いている。

「遠視能力」遠くに居るカッチンたちの様子を英子先生に見せる能力、本、コーヒーカップなどにテレビ画面のように映写される。かなり頻繁につかう。
「飛行能力」三つの願いを使うまでもないと、カッチンたちを捜索したり、自分で帰還したりする。
「変身能力」居なくなった犬に変身してカッチンを慰めようとしたが、良太に捕まって「喋る犬」として見世物にされる。
三つの願いを使うまでもないと、様々な魔法を駆使するボビンは人がいいといえるが、犬を捜索しに行って、猫を脅かして遊んで勤めを果たし忘れるなど、遠視能力以外はあまり役に立たないことが多い。
- ボタン（使える魔法）を1つ残して話が終わることもあった。
- 時にはボビンが動物などに変身して偵察などを行うこともあった。
- アラビアの壷に挿された花を抜くと、ボビンは壷に強制的に帰還される。

## スタッフ
- 原案：佐々木守
- 脚本：佐々木守、長坂秀佳、阿井文瓶
- プロデューサー：神谷吉彦、古屋克征、橋本洋二（TBS）
- 撮影：森喜弘
- 照明：山下博
- 美術：筒井増男
- 録音：宮入勝、豊田博
- 編集：清水邦夫
- 助監督：小池要之助、他
- 音楽：冬木透
- 制作主任：名久井寅喜
- 現像：東京現像所
- 舞台装置：美建興業（株）
- 特撮監督：高野宏一
- フロントプロジェクション：日本現代企画
- 合成技術：デン・フィルム・エフェクト
- 監督：深沢清澄、山際永三、他

- 制作：国際放映、TBS

## 主題歌
- OP主題歌『いつでも青空』
  - 作詞：佐々木守 / 作曲：冬木透 / 編曲：筒井広志 / 歌：真理ヨシコ&ザ・チャープス

## キャスト
- 斉藤こず恵（カッチン / 高木和子）
- 真野響子（英子先生）
- 米倉斉加年（お父さん）
- 名古屋章（谷川準司）
- 三ツ矢歌子（谷川京子）
- 鹿股裕司（谷川良太）
- 西川和孝（谷川正太）
- 金森勢（ボビン）

## 放映リスト
| 話数 | 放送日          | サブタイトル              |
| ---- | --------------- | ------------------------- |
| 1    | 1975年 11月24日 | 空を飛ぶロバ              |
| 2    | 12月1日         | カッチンは船長さん        |
| 3    | 12月8日         | はばたけ折鶴              |
| 4    | 12月15日        | 木のぼりカッチン          |
| 5    | 12月22日        | サンタがロバでやって来た  |
| 6    | 12月29日        | ありがとうママ            |
| 7    | 1976年 1月5日   | 先生のお年玉              |
| 8    | 1月12日         | バンザイ! 生きてるぞ      |
| 9    | 1月19日         | 子犬くんSOS               |
| 10   | 1月26日         | 吹雪の中に手をつなげ      |
| 11   | 2月2日          | パパのおくりもの          |
| 12   | 2月9日          | 身代わりママさん          |
| 13   | 2月16日         | ごめんねパパ              |
| 14   | 2月23日         | 兄さんていいな            |
| 15   | 3月1日          | 真珠がピカリ ひな祭り     |
| 16   | 3月8日          | 赤ちゃんが生まれる?       |
| 17   | 3月15日         | がんばれ兄ちゃん          |
| 18   | 3月22日         | わたしのお母さん          |
| 19   | 3月29日         | こんにちは、ふるさとさん! |
| 20   | 4月5日          | すきすきチンパンジー      |
| 21   | 4月12日         | おねえちゃん だいすき     |
| 22   | 4月19日         | 男の子になりたい?         |
| 23   | 4月26日         | 大人をこえて行け!         |
| 24   | 5月3日          | 泳げ! 鯉のぼりくん        |
| 25   | 5月10日         | 友情のサインボール        |
| 26   | 5月17日         | がんばれ! キャプテン      |
| 27   | 5月24日         | エッ! 先生は宇宙人?       |
| 28   | 5月31日         | 魔法の教室バンザイ!       |

## 放送局
ブラザー劇場#ネット局の節を参照。

## 漫画
小学館の学習雑誌に連載
- 小学一年生 1975年12月号 - 1977年3月号 池原成利
- 小学二年生 1975年12月号 - 1976年6月号 奥村真理子
- 小学三年生 1975年12月号 - 1976年3月号 三谷美枝子 、1976年4月号 - 1976年10月号 奥村真理子
- 小学四年生 1976年4月号 - 1976年6月号 三谷美枝子

## 映像ソフト
日本クラウンより発売。
- それ行け! カッチン Vol.1（2006/12/22発売）第1話 - 第14話収録
- それ行け! カッチン Vol.2（2007/01/24発売）第15話 - 第28話収録